# Eburna lienardii
Eburna lienardii (nomeada, em inglês, Lienardo's ancilla; cientificamente denominada Ancilla lienardii durante o século XX) é uma espécie de molusco gastrópode marinho do oeste do oceano Atlântico, classificada por A. C. Bernardi, em 1859; pertencente à família Ancillariidae - no passado, pertencente aos olivídeos, na subfamília Ancillinae Cossmann, 1899 - e descrita originalmente como Ancillaria lienardii, no texto "Description d'espèces nouvelles"; publicado no Journal de Conchyliologie. 7(3): 301-303; o seu holótipo coletado em Pernambuco ("Fernambuco" = sic), região nordeste do Brasil, e seu descritor específico sendo uma homenagem a M. Liénard, de Maurícia, dono de uma "bela coleção".

## Descrição da concha e hábitos
Eburna lienardii possui concha ovalado-alongada, de calcário grosso e altamente brilhante, em sua superfície de coloração amarelo-escura, alaranjada ou salmão, com quase 5 centímetros de comprimento, quando bem desenvolvida; com espiral moderadamente alta, sutura (junção das voltas, em sua espiral) pouco destacada e um canal sifonal curto. Seu lábio externo é fino e arredondado, columela sinuosa, próxima a um grande e profundo umbílico; também possui um calo proeminente acima da abertura. Abertura, área columelar e sulco espiral na base de sua volta corporal, de coloração branca.
Vive em bentos arenosos e de algas calcárias da zona nerítica, de 6 a 65 (RIOS, Op. cit., cita de 15 até os 40) metros de profundidade. Os animais da família Ancillariidae são predadores e detritívoros.

## Distribuição geográfica
Esta espécie é distribuída na região norte e região nordeste do Brasil; nesta última região sendo citada sua ocorrência em Pernambuco, Ceará e Piauí. Também descrita para a Colômbia e Aruba.

A região norte e região nordeste do Brasil (imagem) são o habitat da espécie E. lienardii.